# Febres Cordero (Los Ríos)
Febres Cordero es una parroquia rural del cantón Babahoyo de la provincia de Los Ríos en el Ecuador.
Creada en el recinto de Las Juntas el 14 de mayo de 1936.
Sus habitantes se dedican a la agricultura y ganadería.
Es uno de los sectores más importantes para la agricultura que se dedica primordialmente a la producción de productos como son el: cacao, arroz, maíz, plátanos etc.
Su cabecera parroquial es la localidad de Mata de Cacao.
Su población es de 20.812 habitantes.

## Toponimia
El origen del nombre de la parroquia de Febres Cordero, se dio en honor al insigne héroe venezolano Febres Cordero.

## Historia
Tiene su antecedente histórico a partir del año 1935, época en la que ya se había establecido el recinto Las Juntas, que pertenecía a la parroquia Montalvo.
El recinto Mata de Cacao es la cabecera parroquial y tiene sus inicios en los años 1945, en aquellos años llegaron por estos lugares familias procedentes de Vinces, tales como: Juan Honorato Alvarado Macías, su esposa, Doña Petra Briones Duarte, sus hijos, Emilio,Genaro,Cecilia, Petita, Sosima, Rosa, Griselda, y Mauricio; de la misma manera el Señor Gonzalo Franco, y Rosa Josefina Chávez Sellán de Baba, sus hijos Lorenzo, Miguel, Aurelio, y Joaquina, También Doña Luisa Guerrero y Sofronio Salas, sus hijos, Zenón, Pedro, Demetrio, Josefina, más tarde llegan a este sector, Domingo Miranda Vera, Pascuala Almeida, Teodora Berdezoto y desde Balzar, Edulfo Vera Contreras y Miguelina Vega,  Agustina de la Cruz(Carmen Ramírez) y por su puesto la Familia de Don Aurelio Martínez y su esposa estas familias se agruparon en este punto en lugares dispersos y con el ir y venir del tiempo se fue formando un pequeño caserío con viviendas dispersas.
En frecuentes reuniones de camaradería, en una despensa que tenía la Sra. RosaChávez, dialogaban en ponerle un nombre al poblado que estaba formando, unas personas proponían el nombre de Naranjito, Naranjal, y otros nombres que se barajaban entre los habitantes, hasta que llegaron a definir que se le ponga el Nombre de Mata de Cacao, debido a que era una zona de excelente producción de Cacao llamada la “Pepa de oro”.

## Administración
La parroquia Febres Cordero cuenta con una estructura organizacional de tipo democrática donde su máximo representante es el presidente del Gobierno Parroquial, Vicepresidente, Tesorero – Secretario y seguido de vocales principales y suplentes respectivamente.

## Atractivos y/o Lugares Turísticos
Si de eso trata, la provincia de Los Ríos cuenta con una gran variedad de áreas fascinantes pero pocas conocidas por sus recientes hallazgos. Es el caso de la ciudad de Babahoyo, cantón que se encuentra rodeado por una serie de atractivos.
El Pailón de San Jacinto, es uno de los lugares turísticos que aún muchos babahoyenses y riosenses desconocen de su existencia. Este atractivo balneario que ofrece espacios para una recreación plena.
En este lugar se encontraba Luis Cordero, un babahoyense que llegó hasta el balneario a divertirse con un grupo de amigos y pasarla bien durante un fin de semana.
“Luego de una larga semana de labores, a nadie le cae mal un baño y mejor aún en estas cascadas espectaculares”, acotó el turista riosense.
Atractivos
Estas cascadas están rodeadas por inmensas piedras, formando una laguna muy profunda donde quienes acuden a divertirse no dudan en lanzarse un clavado y sumergirse hasta lo más profundo de estas gélidas aguas.
Además de bañarse se puede realizar caminatas en familia, por una extensa vegetación que está minutos antes de subir a las hermosas cascadas conocidas como el ‘Pailón de San Jacinto’.
El Pailón de san Jacinto se encuentra ubicado en el recinto La Providencia de la parroquia Febres Cordero; y aproximadamente a 120 minutos de la ciudad de Babahoyo (2 horas).

## Problemas sociales
Uno de los principales problemas sociales que enfrenta la parroquia Febres cordero y especialmente su cabecera Parroquial Mata de Cacao es la delincuencia organizada encontrándose varias GDO (Grupo de delincuencia Organizada) dominado el territorio, generando terror y miedo en el que una vez fue un recinto tranquilo, hoy en día se pasean mucho jóvenes en motocicletas con armas en mano entre ellas pistolas 9mm, revólver, fusiles de Asalto e incluso una Ametralladora M60. 
Dichas bandas se disputan la venta y comercialización de cocaina, marihuana y heroína; la pequeña parroquia a formado un lugar propicio para que estas Grupos delictivos puedan prosperar tanto que incluso también financian el comercio mediante préstamos y el lavado de activos, según fuentes se cree que 7 de cada 10 ciudadanos tiene vínculos con el Lavado de activos o se ha beneficiado del mismo; propietarios de tiendas de ropas, víveres e incluso proveedores de servicios de internet y productos agrícolas, así como también terratenientes o agricultores han en algún momento tomado el dinero que les ofrecieron estos GDO para que inviertan y Laven su dinero.
Hoy en día a la cabecera Parroquial también le afecta la famosas Vacunas pues los mismos GDO también realizan extorsiones a los comerciantes y familias obligados a pagar por no realizar atentados en contra de ellas. 
Robó, asesinatos y secuestros convierten a la parroquia Febres Cordero y Mata de cacao en el 3 lugar más violento del Ecuador. 